# 東京ミッドタウン日比谷
東京ミッドタウン日比谷（とうきょうミッドタウンひびや、英: Tokyo Midtown Hibiya）は、東京都千代田区有楽町一丁目（日比谷）にある複合商業ビルである。三井不動産が手掛ける東京都心部における複合用途型の街づくりブランド「東京ミッドタウン」の第2弾として開発され、2018年3月29日にオープンした。

## 概要
三信ビルディング、日比谷三井ビルディング（旧三井銀行本店）という歴史ある建物の跡地と千代田区道という公共施設を含む敷地に官民一体となった街をづくりを行うことで、都市機能の更新を図り、自律的なエリアマネジメントを実践するプロジェクトとして計画された。
今回のプロジェクトの鍵となるのが有楽町一丁目地区土地区画整理事業と都市再生特別地区に係わる都市計画提案である。
有楽町一丁目地区土地区画整理事業は三信ビル、日比谷三井ビルの敷地に千代田区道を含めた約1.4haの敷地を対象に行われ、事業における最大の特徴は三信ビル、日比谷三井ビルの間にあった千代田区道131号の一部を廃道し、道路の付け替えを行うとともに、付け替え後は民間敷地と一体的に広場空間としての公共施設を整備するとともに、付け替え後の敷地の一部を既存道路（千代田区道130号）の歩行空間を拡幅するための用地としても利用したことにある。このように換地手法による土地の交換分合を通じ、敷地集約化による宅地の有効利用を図りながら公共施設を一体的に整備することにより、官民協働のまちづくりとして良質な都市環境を形成したことが大きな特色に挙げられている。
施設は地下4階・地上35階建て、地下1階～地上7階が商業フロア、6階の一部と9階～34階がオフィスフロアで構成され、大企業とベンチャー企業の連携を促すインキュベーション施設も入った。
総工費は1322億円。
2019年（平成31年/令和元年）に第60回BCS賞を受賞。
構造
地上部構造は、CFT柱と鉄骨梁によるラーメン構造に、制震装置としてオイルダンパーと座屈拘束プレースを適切に配置することで、地震応答の低減を図っている。またオイルダンパーには鹿島が開発した世界最高レベルの制震効率を達成するHiDAX-Rが初めて採用された。
外装
高層部は高透過Low-Eガラス組み込みのユニット型アルミカーテンウォールで、255mmの平面段差を持つプリーツ形状が、外部の堅型アルミフィンとの相乗効果で建物に繊細で優雅な陰影をもたらすと共に、熱負荷低減にも役立っている。曲線を使った「ダンシングタワー」というコンセプトは、近くの内幸町にかつて存在し、舞踏会が多く開かれた鹿鳴館を意識した。
低層部は三信ビルの意匠を継承。高さを100尺（約31ｍ）とすることで右側の日生劇場と高さを合わせて街区の一体感が感じられるようにデザインされている。
エリアマネジメント
三井不動産は、地元企業や町会等と一般社団法人日比谷エリアマネジメントを2015年（平成27年）3月に設立し、東京ミッドタウン日比谷が完成する前から日比谷の街の賑わいづくりを行い、完成後は日比谷ステップ広場（下記参照）を中心に、街全体で様々なイベントを開催している。

## 商業フロア
地下1階～地上7階が商業エリアとなっており、1階から3階にかけての吹き抜けアトリウムは、商業フロアのデザインコンセプト、「劇場空間都市」の象徴ともとれ、ラクジュアリーかつ開放感のある空間を演出。また地下の日比谷アーケードは三信ビルの記憶を継承し、日比谷の街の記憶をつなぐ空間とした。
ブティックやカフェ、車両展示が一体となったレクサスブランドの体験型施設「LEXUS MEETS...HIBIYA」、コスメブランド「THREE」とレストランが併設した「REVIVE KITCHEN THREE」のほか、有隣堂が運営を手掛ける日本初のアーケード型複合型ショップ「HIBIYA CENTRAL MARKET」など、著名アーティストの監修や企業間のコラボレーションにより誕生したショップなど日本初6店舗、新業態22店舗を含む計60店舗が入居した。また商業部分の中核となるTOHOシネマズ日比谷はシネマコンプレックス（シネコン）を全国で展開するTOHOシネマズの旗艦店である。
地下1階
- 日比谷アーケード
- HIBIYA FOOD HALL

1階
- LEXUS MEETS
- イセタンミラー

2階
- REVIVE KITCHEN THREE

3階
- HIBIYA CETRAL MARKET

4・5階
- TOHOシネマズ日比谷（後述、出入口は4階のみ）

6階
- パークビューガーデン - 「ピープル・イン・ザ・パーク」というキーワードのもとにデザインされ、日比谷公園と皇居を一望できる景観で、来館者がSNSで発信を競うスポットとなっている[12]。
- ビジネス創造拠点「BASE Q」

7階
- 日本料理 龍吟

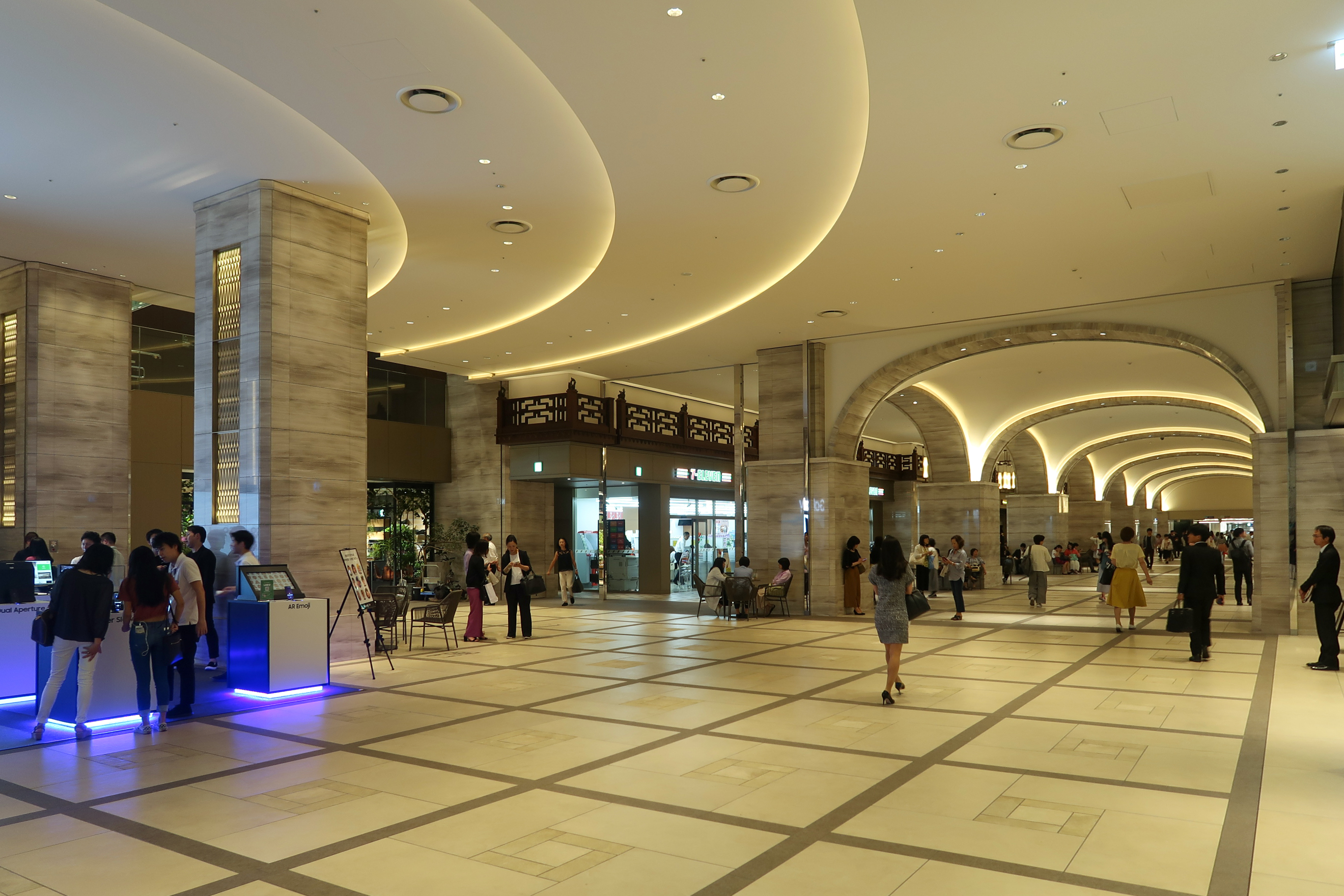
B1階日比谷アーケード
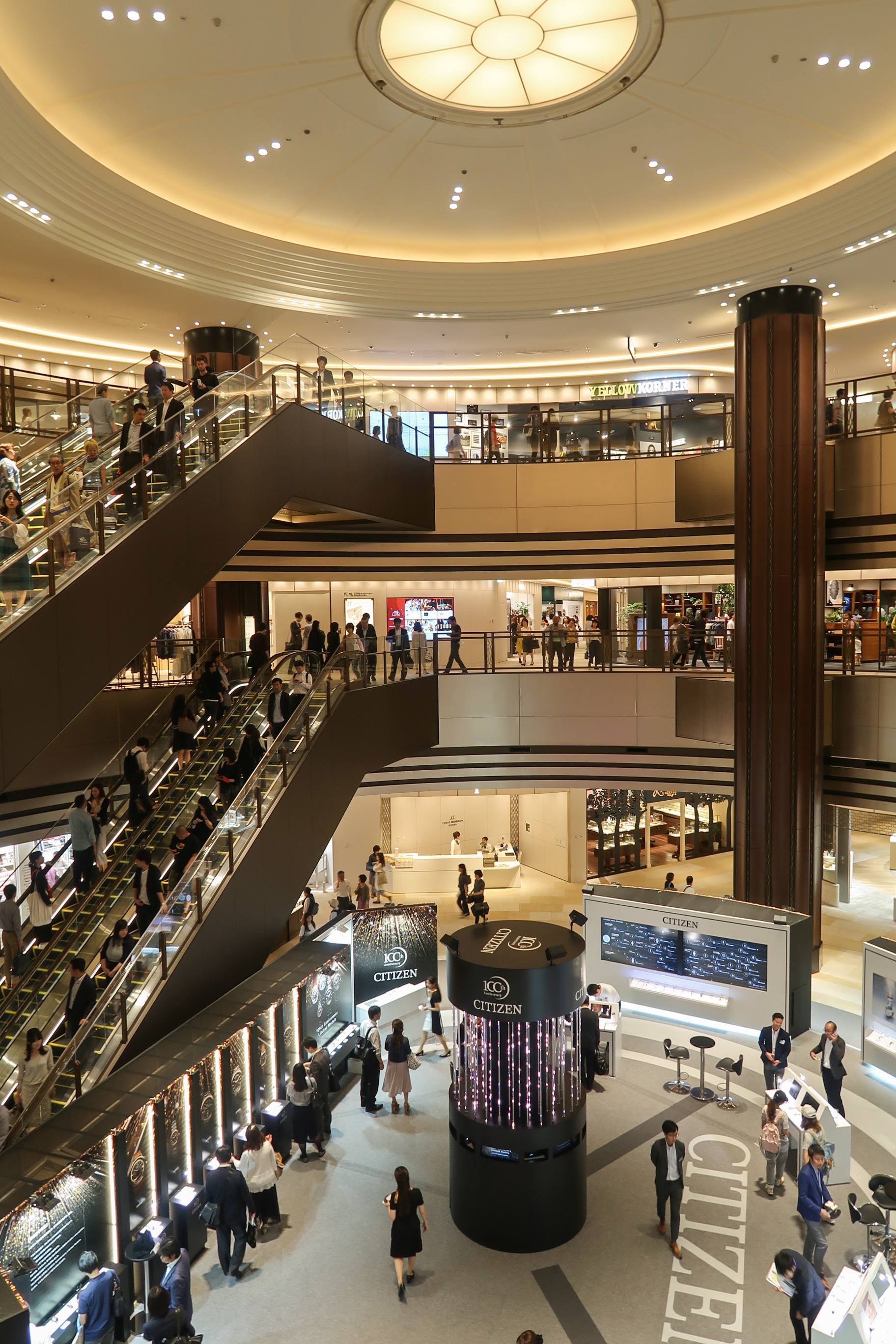
2階アトリウムより見上げる
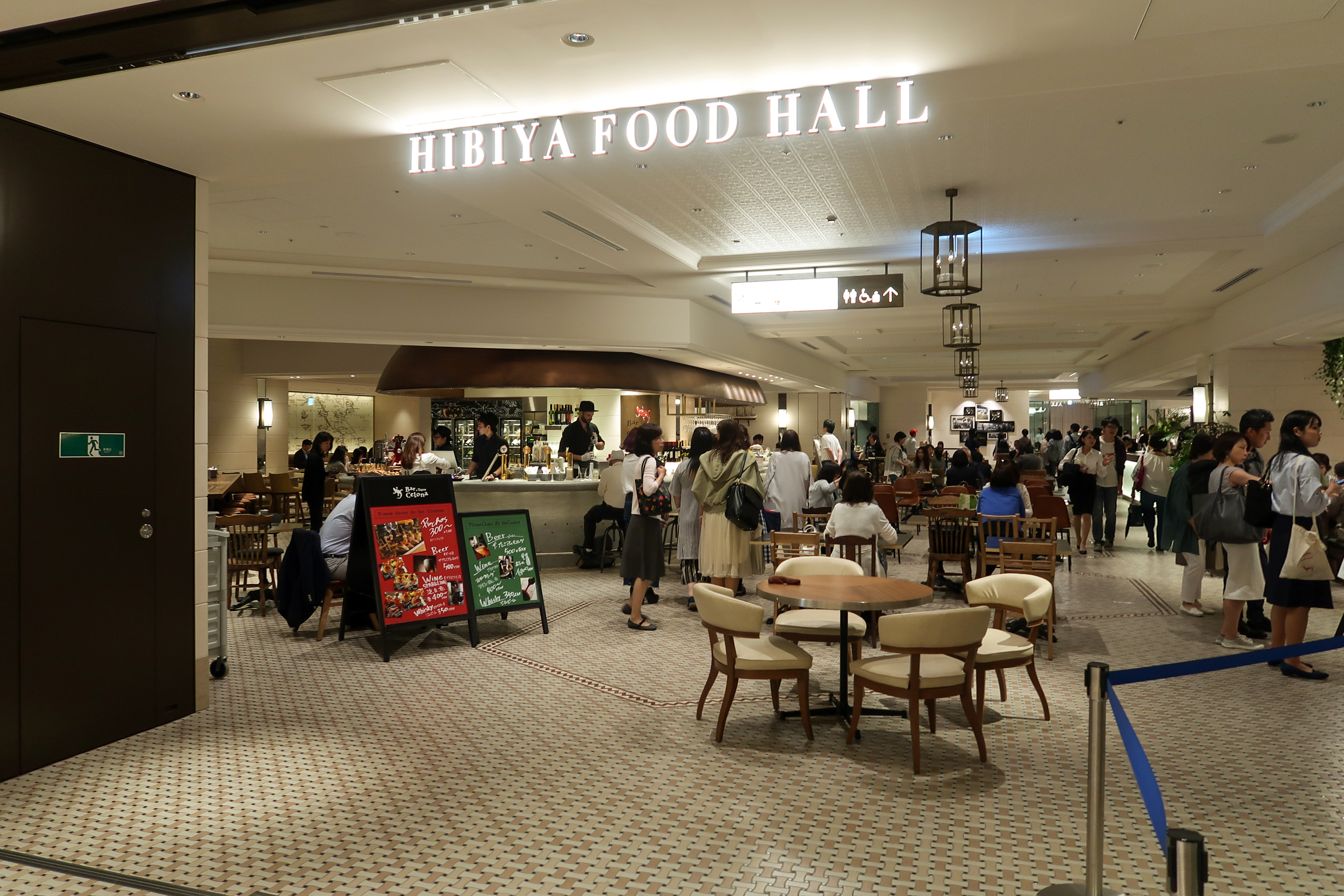
B1階Hibiya Food Hall
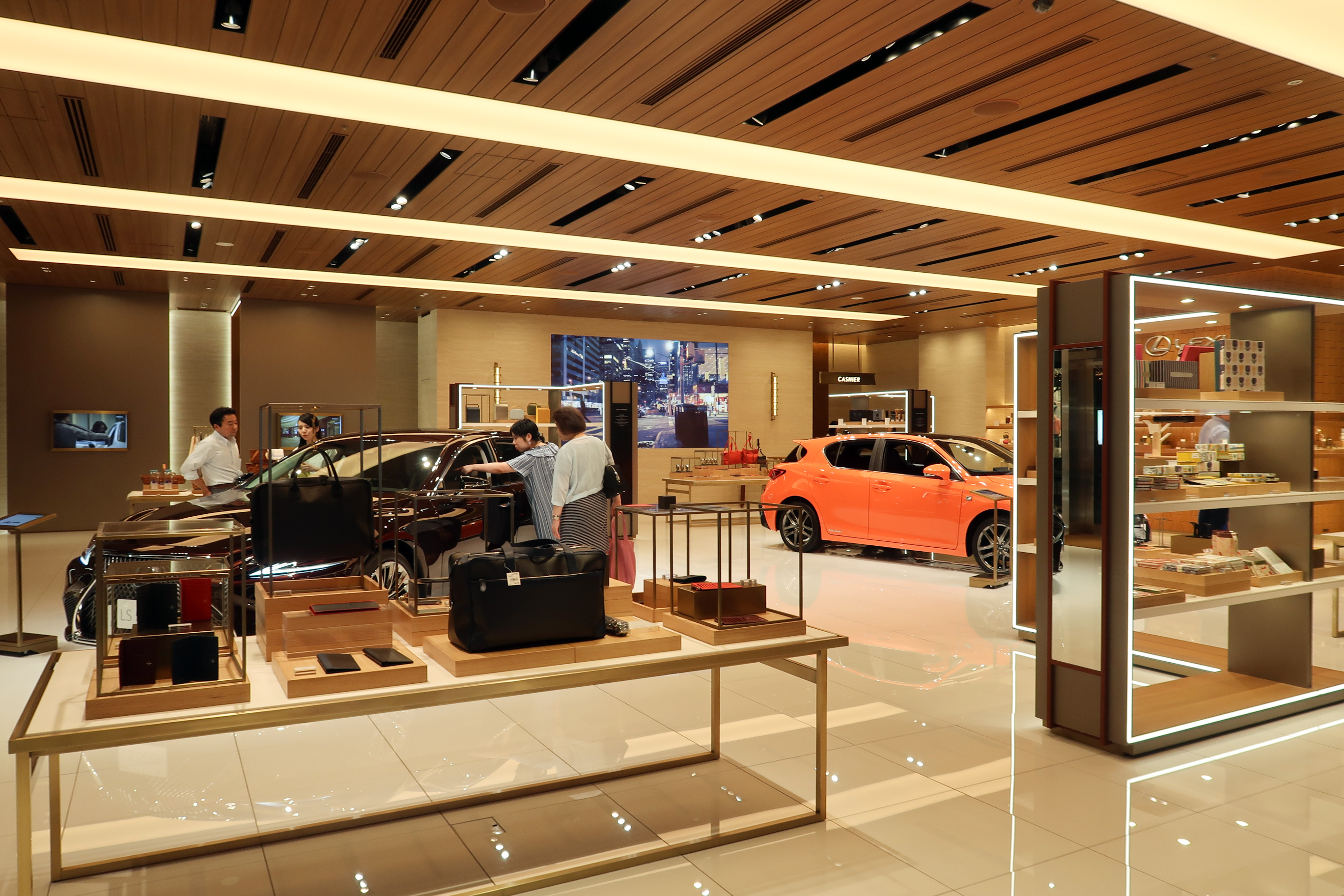
1階LEXUS MEETS
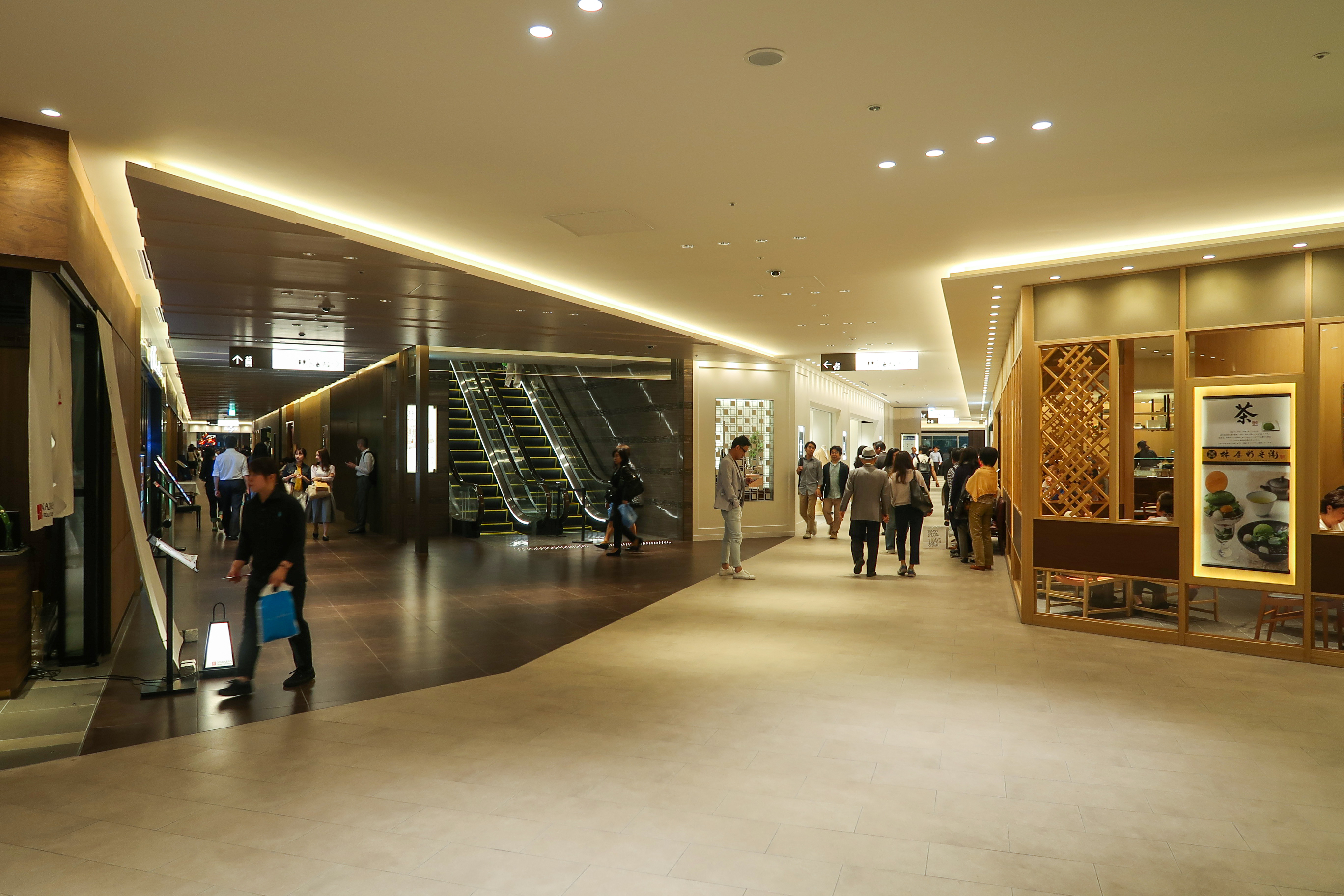
2階
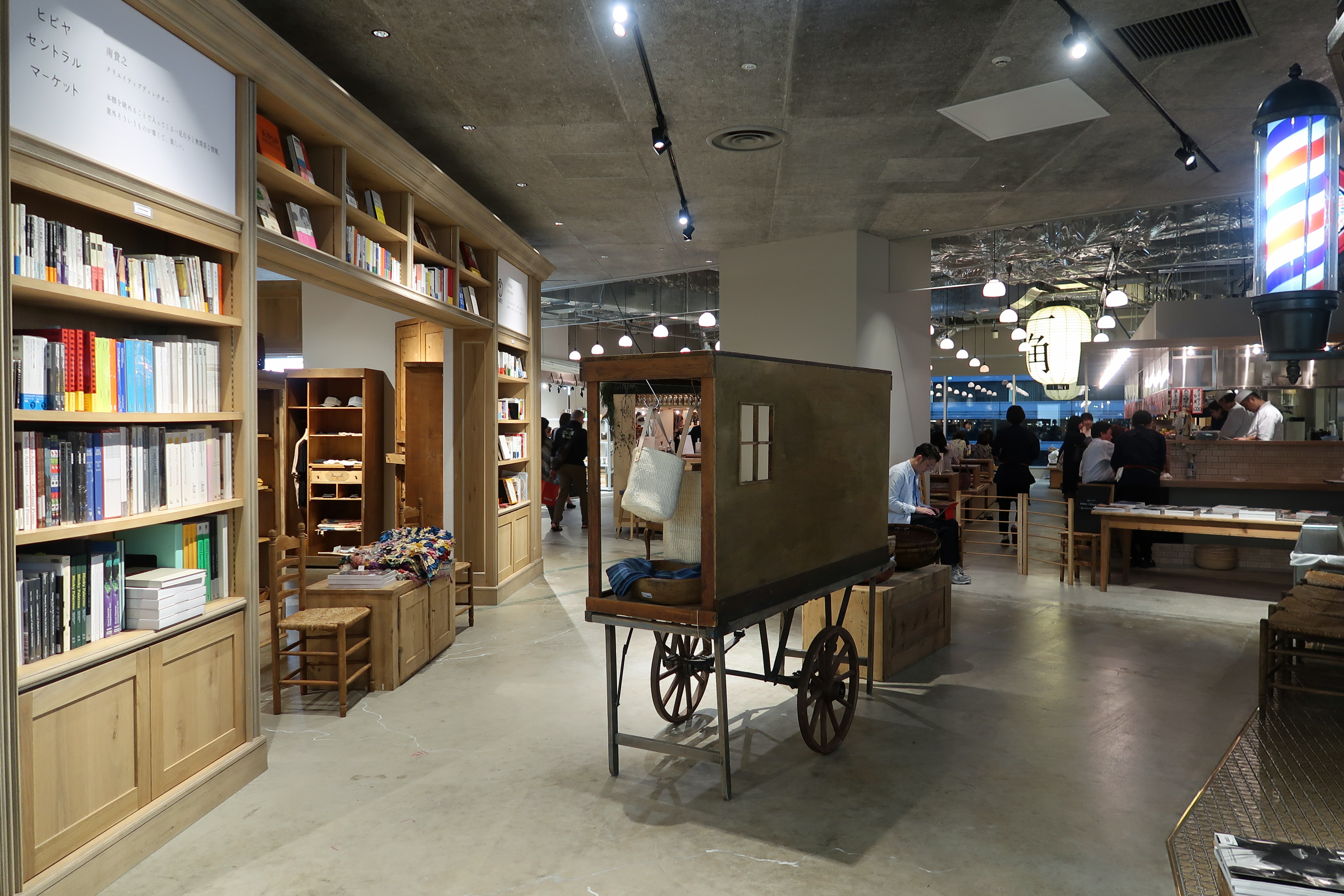
3階ヒビヤ セントラル マーケット
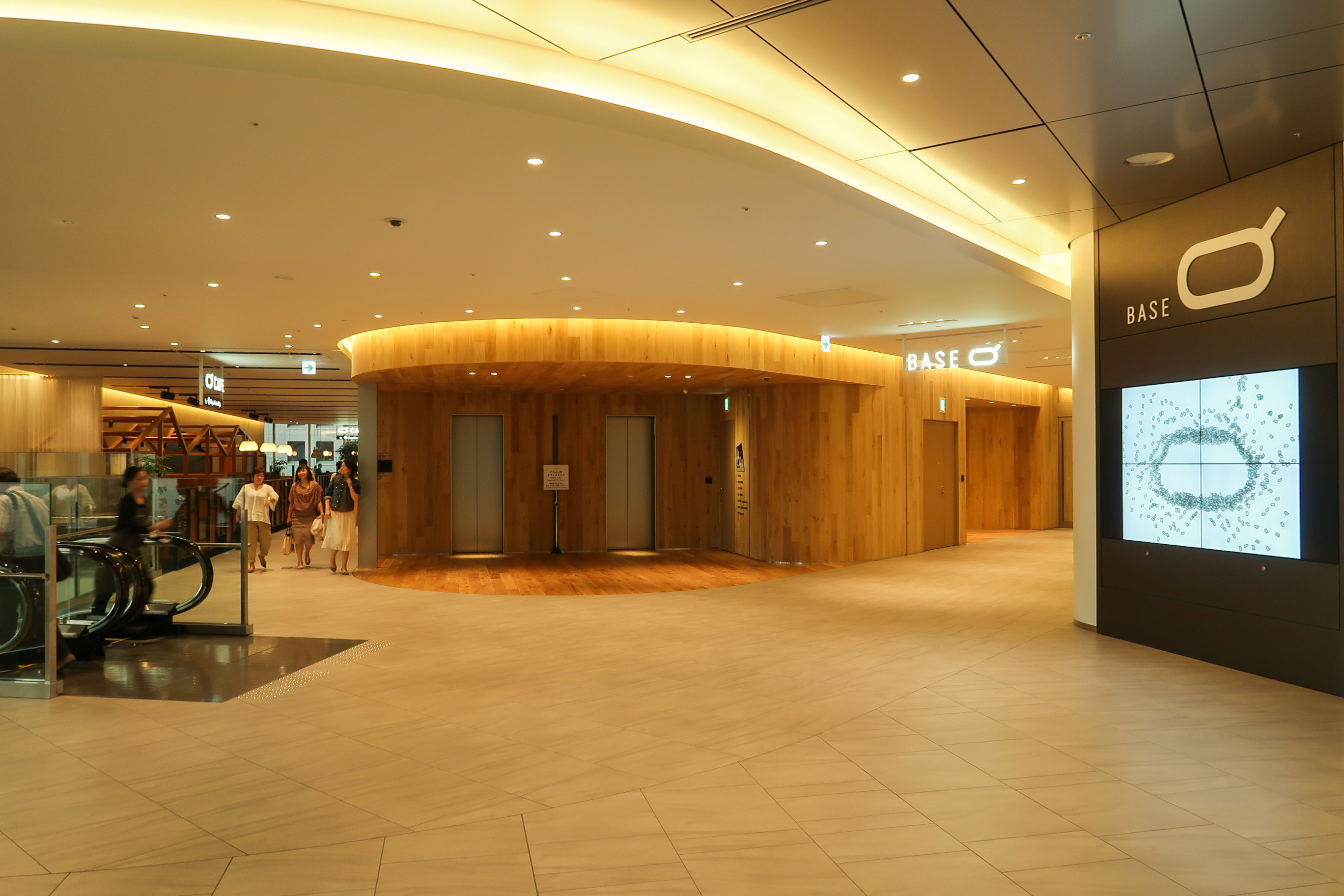
6階

### TOHOシネマズ日比谷
TOHOシネマズ日比谷（とうほうシネマズ ひびや、TOHO CINEMAS Hibiya）は、東京ミッドタウン日比谷と隣接する東京宝塚ビルにある映画館。経営・運営はTOHOシネマズ。

#### 概要
東京ミッドタウン日比谷開業と同時に開館した映画館で、2018年（平成30年）2月4日まで有楽町マリオン内で営業してきたTOHOシネマズ日劇及び2015年（平成27年）2月27日までニユートーキヨービル内で営業してきたTOHOシネマズ有楽座、2005年（平成17年）4月8日まで東宝会館内で営業してきた日比谷映画の後継となるTOHOシネマズの旗艦館である。なお、計画当初は同じく隣接するTOHOシネマズシャンテとも統合する計画だったが、シャンテのファンからの要望に応える形で、シャンテは統合せずそのまま存続した。日比谷シャンテの合歓の広場にあった東宝映像美術所属の彫刻家・小林知己製作の平成ゴジラ像はここに移動され、TOHOシネマズ日比谷のシンボルとなる。
東京ミッドタウン日比谷内には11スクリーン約2,200席を新設、さらに隣接する東京宝塚ビル地下の旧TOHOシネマズスカラ座・TOHOシネマズみゆき座の2スクリーンを改装・統合したことにより、計13スクリーン2830席となり、都心最大級のシネマコンプレックスで、最新の映像設備と快適でゆとりあるシート設計により、新しい映画体験を実現している。

#### スクリーン
総座席数は2,830席→2,726（車椅子席27席）。
| スクリーン | 座席数  | 車いす席 | 音響設備                                   | フロア                          | 備考                   |
| ---------- | ------- | -------- | ------------------------------------------ | ------------------------------- | ---------------------- |
| 1          | 456→436 | 3        | カスタムオーダーメイドスピーカー           | 東京ミッドタウン日比谷 4階・5階 | TCX                    |
| 2          | 98      | 2        | デジタル5.1ch                              | 東京ミッドタウン日比谷 4階・5階 |                        |
| 3          | 98      | 2        | デジタル5.1ch                              | 東京ミッドタウン日比谷 4階・5階 |                        |
| 4          | 339→323 | 2        | イマーシブ・サウンド                       | 東京ミッドタウン日比谷 4階・5階 | IMAXレーザー           |
| 5          | 395→386 | 2        | DOLBY ATMOS（対応作品のみ） VIVEオーディオ | 東京ミッドタウン日比谷 4階・5階 | TCX                    |
| 6          | 98      | 2        | スカルプトサウンド                         | 東京ミッドタウン日比谷 4階・5階 |                        |
| 7          | 151     | 2        | VIVEオーディオ                             | 東京ミッドタウン日比谷 4階・5階 |                        |
| 8          | 120     | 2        | VIVEオーディオ                             | 東京ミッドタウン日比谷 4階・5階 |                        |
| 9          | 257→249 | 2        | スカルプトサウンド                         | 東京ミッドタウン日比谷 4階・5階 |                        |
| 10         | 98      | 2        | デジタル5.1ch                              | 東京ミッドタウン日比谷 4階・5階 |                        |
| 11         | 98      | 2        | デジタル5.1ch                              | 東京ミッドタウン日比谷 4階・5階 |                        |
| 12         | 489→465 | 2        | VIVEオーディオ（SDDS対応）                 | 東京宝塚ビル地下1階             | 旧TOHOシネマズスカラ座 |
| 13         | 106     | 2        | デジタル5.1ch                              | 東京宝塚ビル地下1階             | 旧TOHOシネマズみゆき座 |

- スクリーン1は「TOHO CINEMAS PREMIUM THEATER」と位置づけられ、コンサートホールのような音響を再現する「カスタムオーダーメイドスピーカーシステム」と革製のリクライニングシート「プレミア ラグジュアリー シート」を備える。
- スクリーン1・4・5・9・12は、プレミアボックスシートを備える(スクリーン4・12は2023年に新設)。
- スクリーン4は、IMAXデジタルシアターである。2022年11月4日にIMAXレーザーに設備を更新。鑑賞料金と別にIMAX追加料金（600円）が必要。
- スクリーン5・7・8・12はクリスティ・デジタル・システムズのVIVEオーディオを採用、さらにスクリーン5では対応上映作品に限りドルビーアトモスでの上映が可能となっている。
- スクリーン6・9は、JBLによるスカルプトサウンドを採用している。

## オフィスフロア

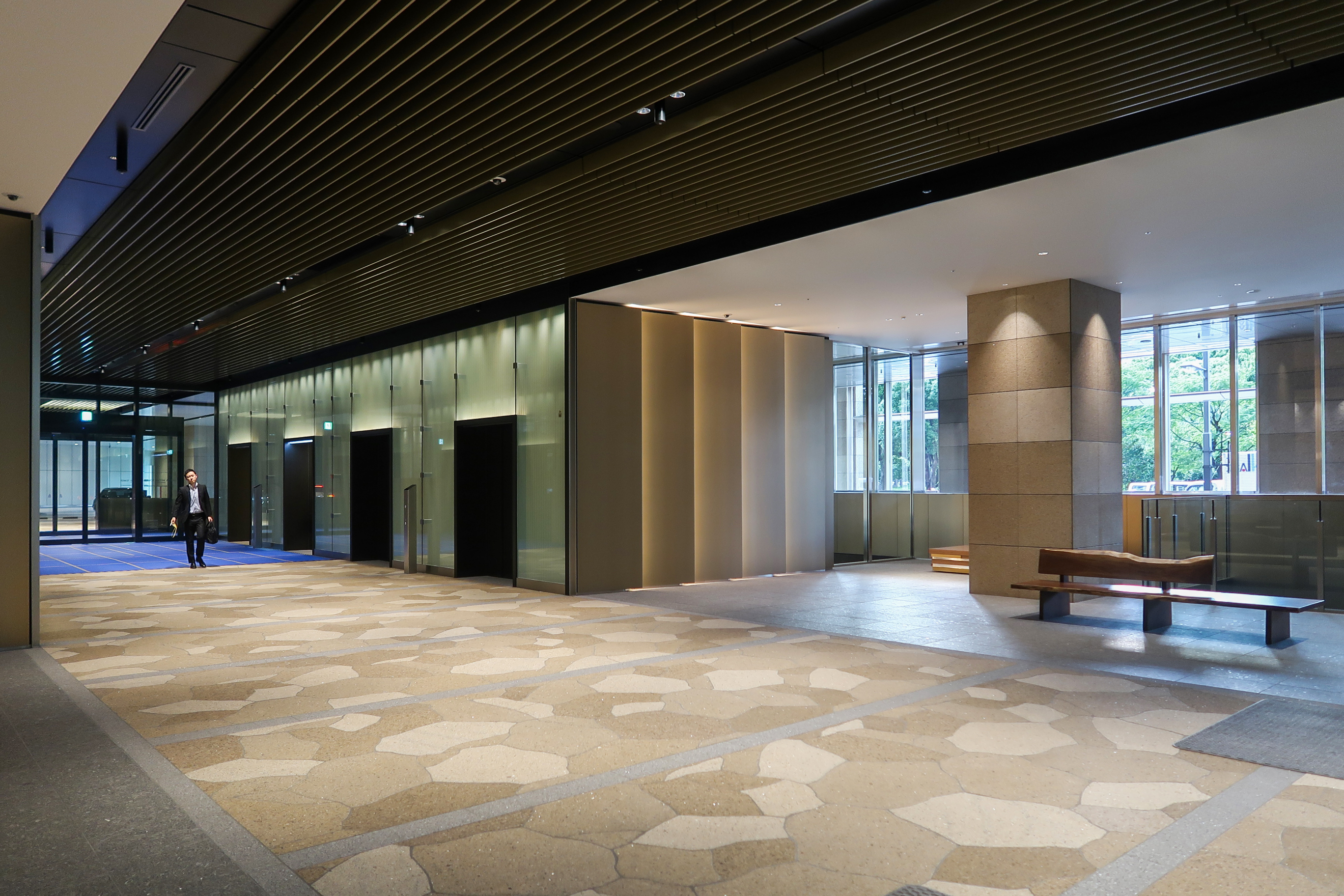
1階オフィスエントランス

9～34階に位置するオフィスフロアは、"Business Hospitality"をコンセプトにした先進的な機能やサービスでオフィスワーカーの創造性・生産性向上を支援。約1000坪を4分割に利用可能な計画とし、上層階からは、眼下に広がる東京都心部の360度パノラマが一望できる。
日比谷公園の緑を感じながらリフレッシュできる「スカイガーデン」（9階）やカフェ・コンビニ併設の「スカイラウンジ」（9階）を設置したほか、フィットネスルームやシャワールーム、女性専用のパウダールームを用意し、オフィスワーカーの多様な働き方をサポートする施設となっている。
ローンチカスタマーとしてErnst & Youngグループ (EY Japan) が日本拠点として施設オープンより1か月以上早い2018年（平成30年）2月から入居。10階にグループ専用受付を設けるほか、13･15～21･31階に入居し計9フロアを使用している。ほかに、ファーストロジックや不動産コンサルティング会社のHeitman、旭化成もオフィスを置く。
8F
- パークウェルネス（入居企業関係者専用フィットネスルーム）

9F
- オフィスフロア受付（EY以外の入居企業受付）
- スカイラウンジ（カフェ・コンビニ併設の屋内サービスプレイス）
- スカイガーデン（屋外サードスペース）

10F
- EY Japan総合受付（EY専用）

13･15～21･31F
- EY Japan[18]
  - EY税理士法人
  - EY新日本有限責任監査法人
  - EYストラテジー・アンド・コンサルティング

33F
- Heitman (ハイトマン インターナショナル LLC)
- ファーストロジック

## 日比谷ステップ広場

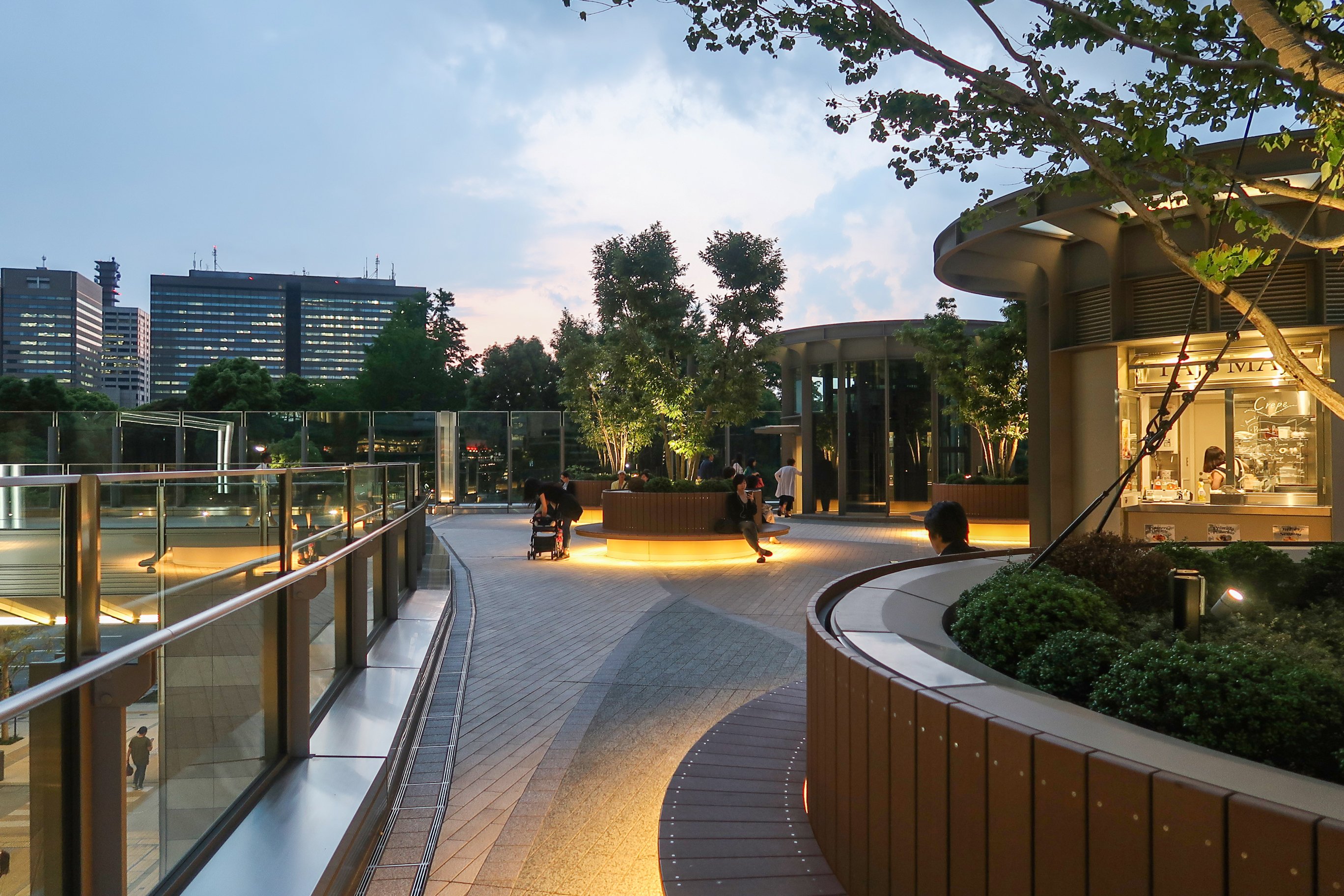
日比谷ステップ広場

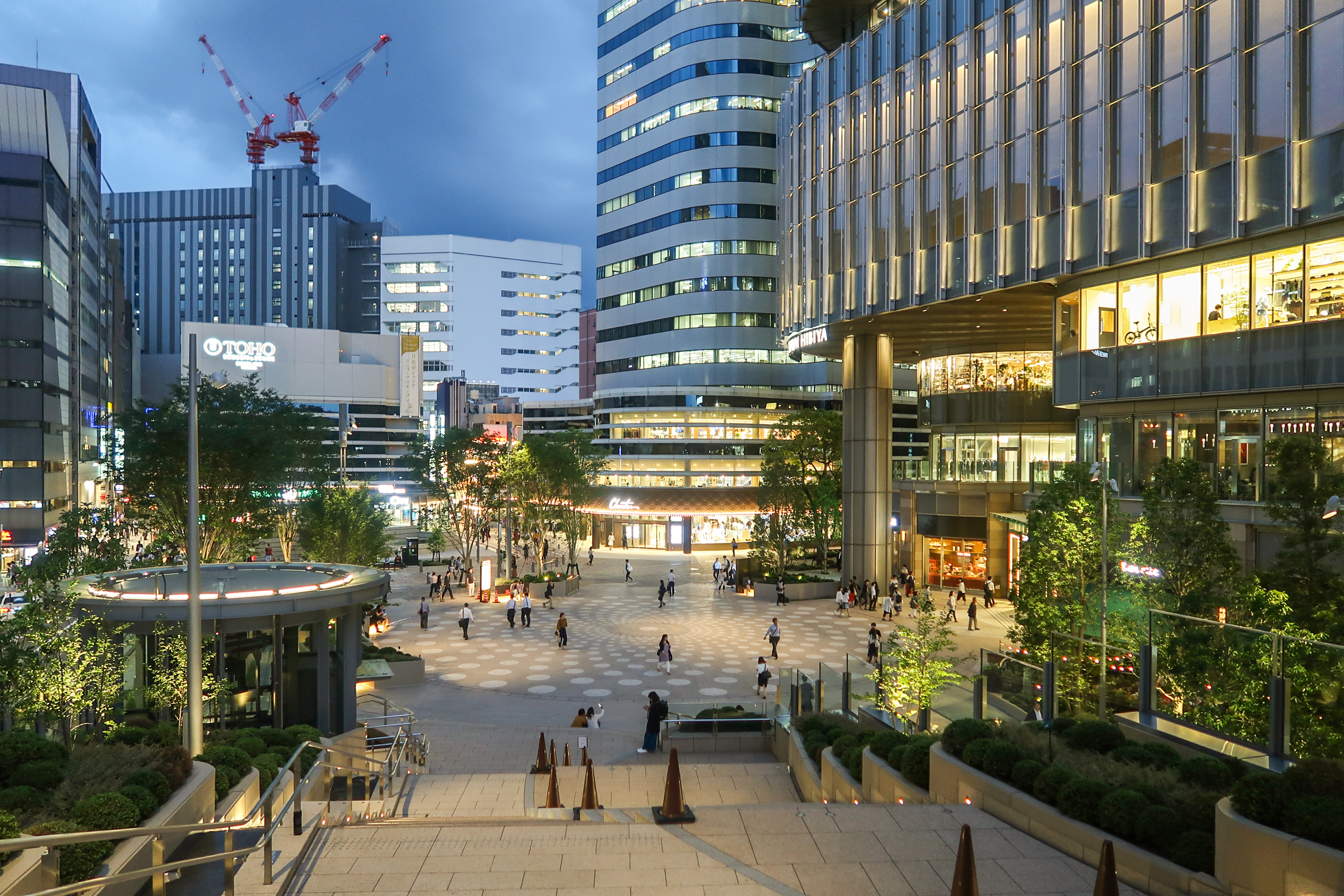
日比谷ステップ広場

メインエントランス前にある今回の街区再編型の区画整理事業により千代田区敷地と三井不動産敷地によって生み出された約3,600㎡の広場空間。イベント開催時には階段が座席、広場がステージに変身し、色々なイベントが行われ日比谷の街の中心として機能しているとともに、周辺エリアから人の流れを誘引する都市施設としても機能している。

## アクセス
公式サイトを基に作成。
- 東京メトロ千代田線・日比谷線、都営地下鉄三田線 - 日比谷駅直結
- 東京メトロ有楽町線 - 有楽町駅直結、徒歩4分
- 東京メトロ丸ノ内線・日比谷線・銀座線 - 銀座駅より徒歩5分
- JR山手線・京浜東北線 - 有楽町駅より徒歩5分
  - 有料駐車場あり

## 画像

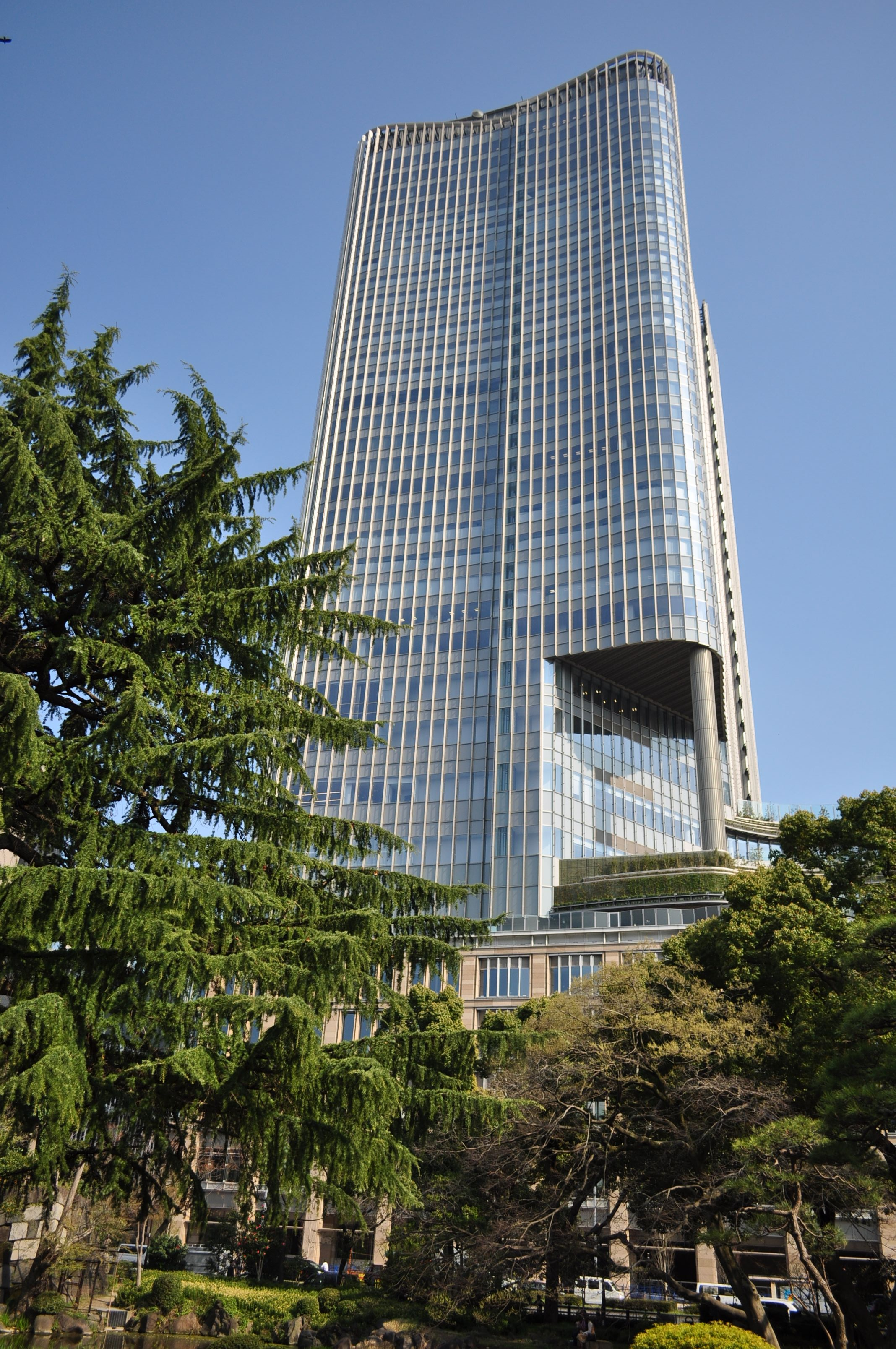
日比谷公園より外観を見る（2018年3月28日撮影）
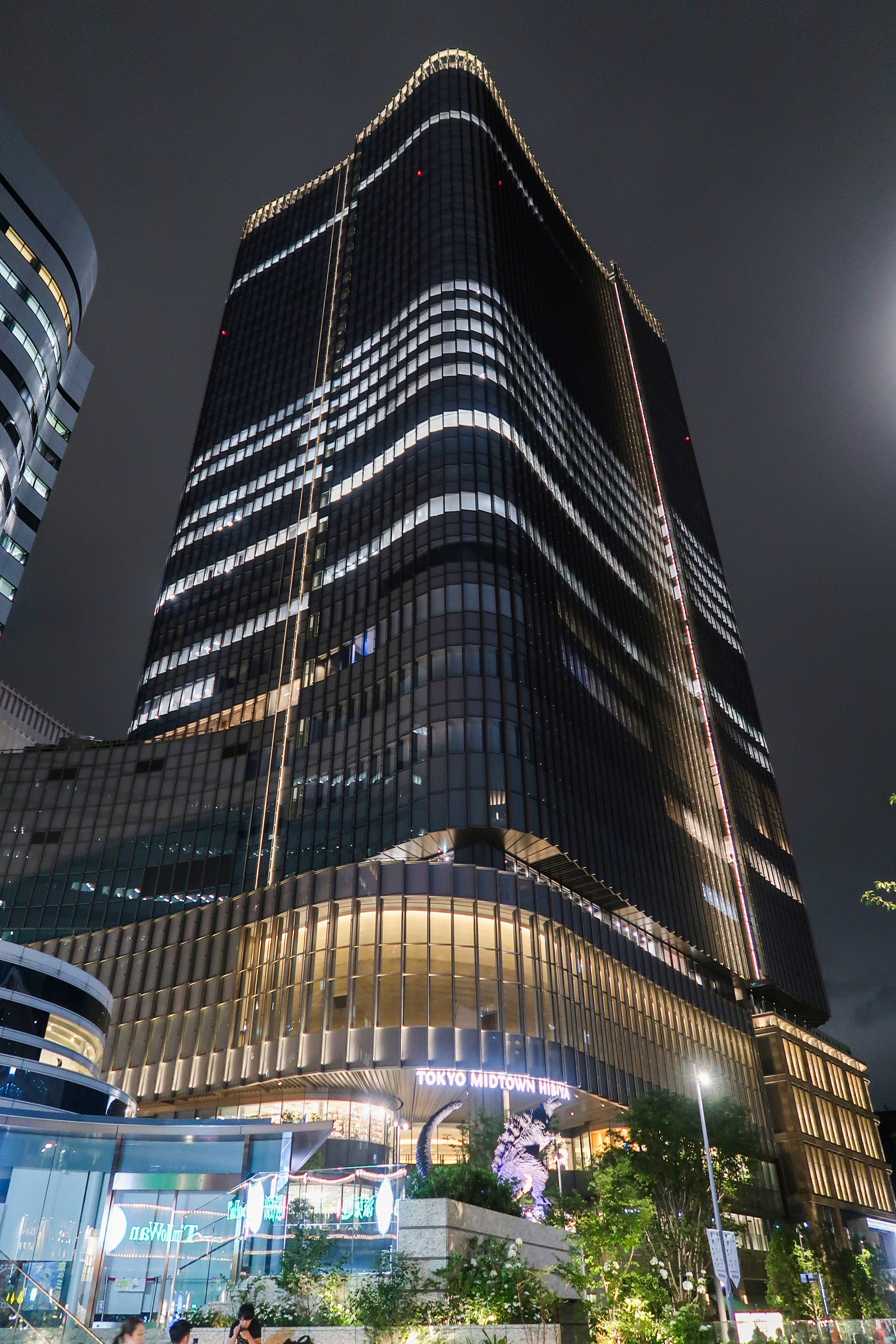
夜景（2018年6月1日撮影）
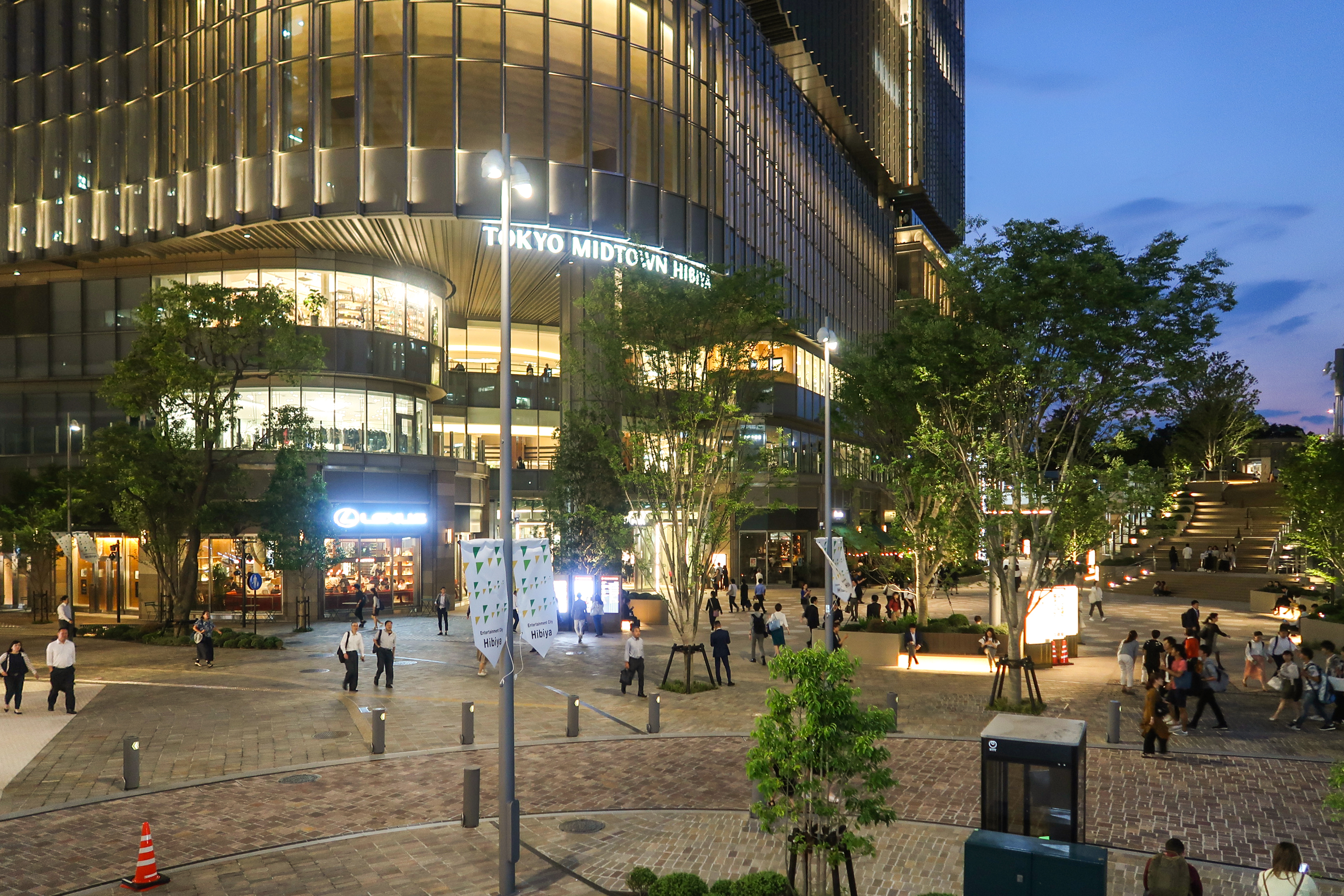
低層部を見る（2018年6月1日撮影）
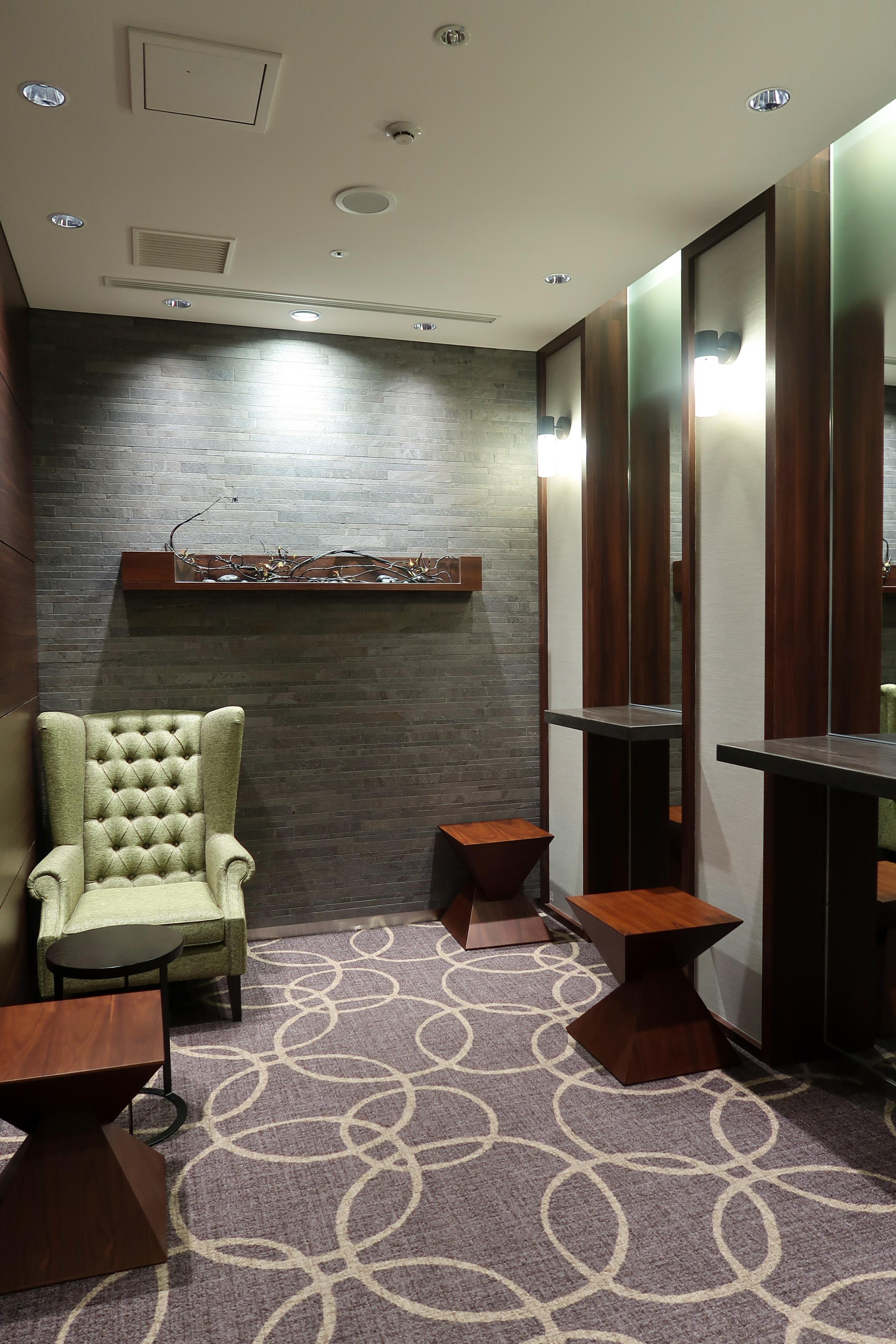
3階ドレッシングラウンジ
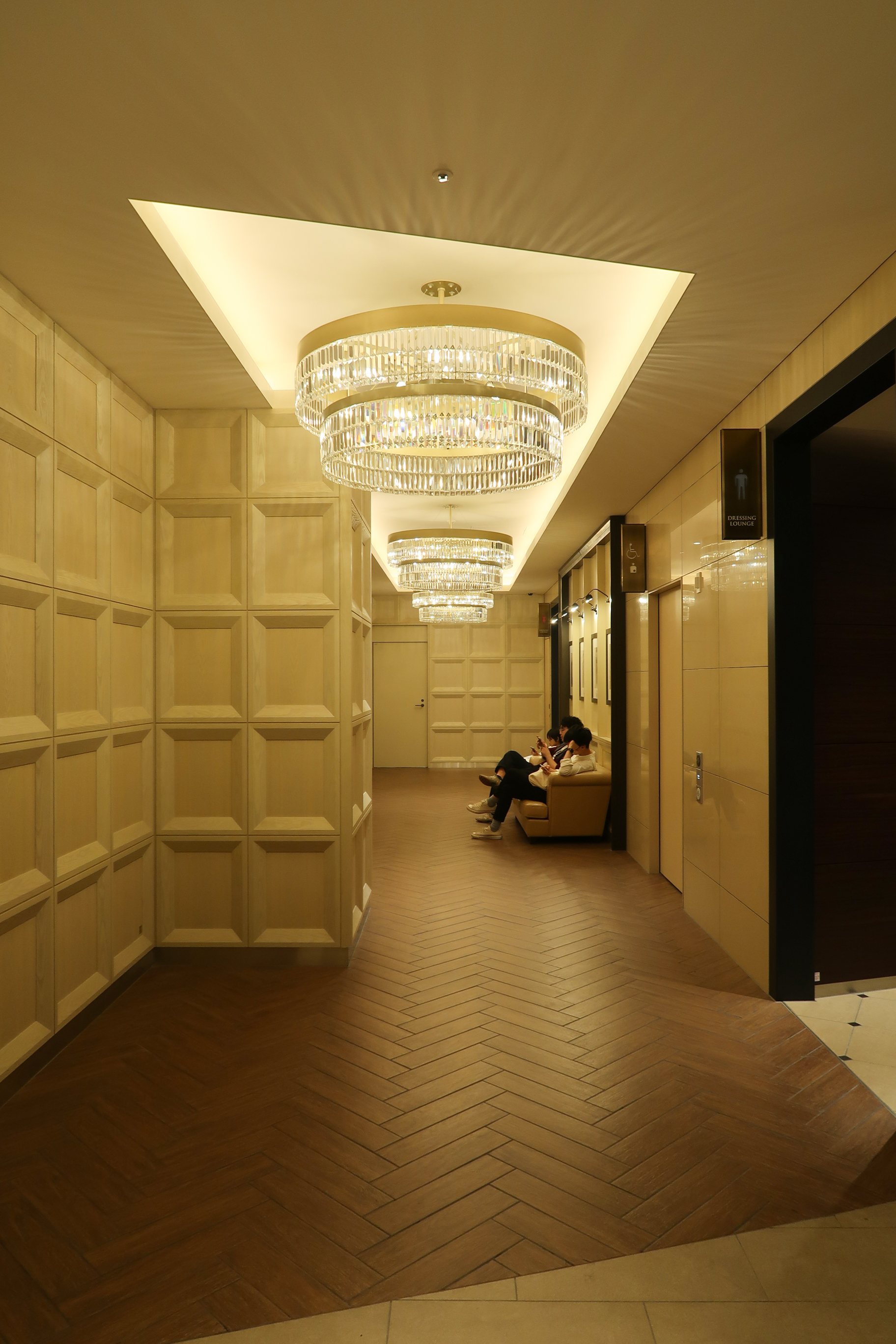
3階トイレ付近
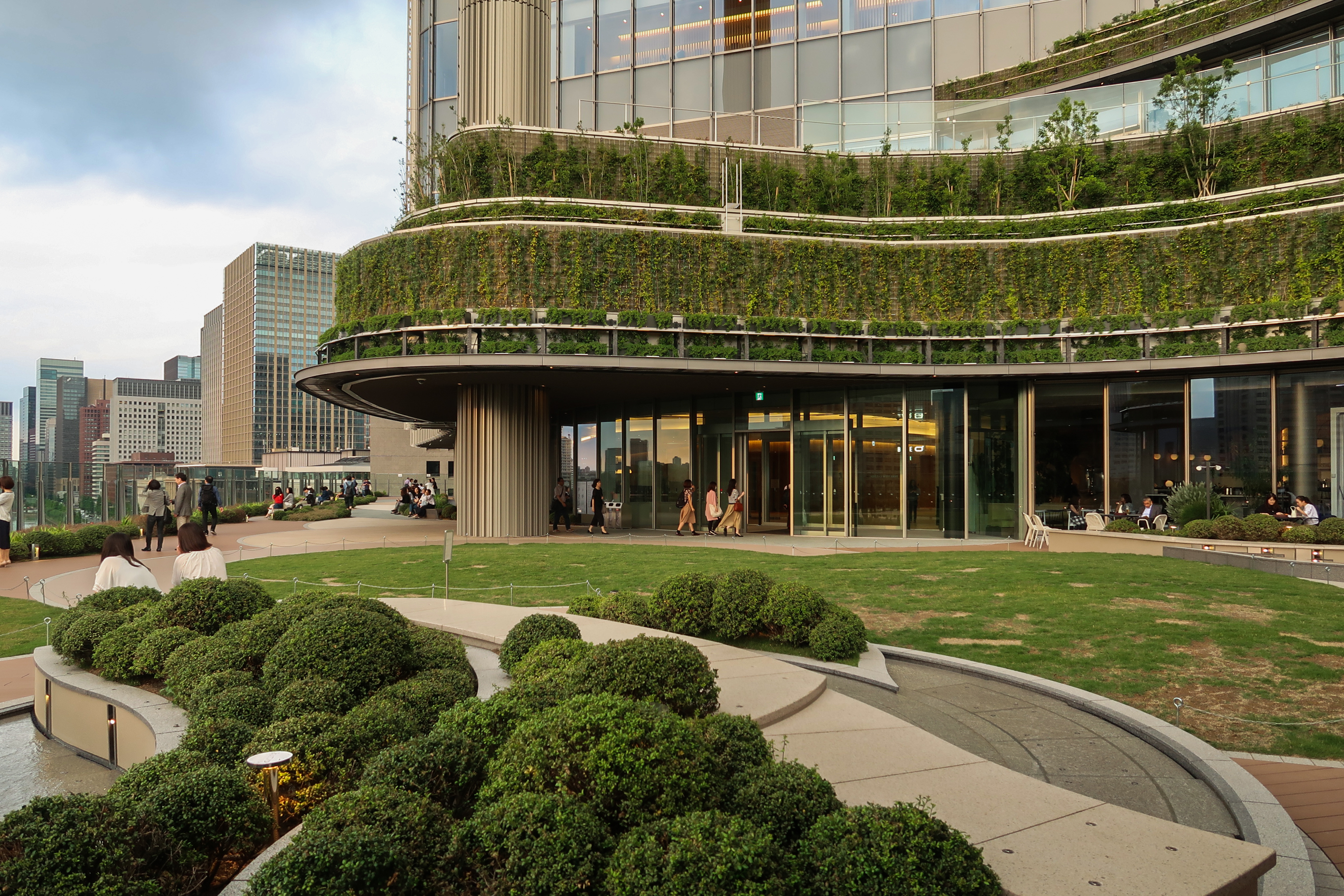
6階花園